# Dendrobates leucomelas
Espèce
Statut de conservation UICN

 LC  : Préoccupation mineure
Statut CITES
Dendrobates leucomelas est une espèce d'amphibiens de la famille des Dendrobatidae qui se trouve en Colombie, dans le sud-est du Venezuela, au Guyana et dans le nord du Brésil. Elle est appelée en français rainette jaguar, grenouille tueuse ou grenouille vénéneuse.
Pouvant mesurer jusqu'à 50 mm, elle se rencontre entre 50 et 800 m d'altitude par rapport au niveau de la mer, dans les forêts tropicales humides de basse altitude où les températures atteignent souvent les 30 °C voire plus. À l'état sauvage, Dendrobates leucomelas vit en solitaire, sauf durant la période de reproduction.
Bien que Dendrobates leucomelas soit considérée comme une « espèce de préoccupation mineure » par l'Union internationale pour la conservation de la nature, son aire de répartition ne cesse d'être en recul, notamment en raison de l'impact des activités de l'Homme sur son habitat naturel.

## Distribution et habitat

Distribution géographique de Dendrobates leucomelas.

Cette espèce se trouve en Colombie, dans le sud-est du Venezuela, au Guyana et dans le nord du Brésil. Elle se rencontre entre 50 et 800 m d'altitude par rapport au niveau de la mer.
Un spécimen, probablement relâché dans la nature, a également été retrouvé sur l'île d'Oahu dans l'archipel d'Hawaï en 1994.
Elle vit dans les forêts tropicales humides de basse altitude où les températures atteignent souvent les 30 °C voire plus. Généralement, Dendrobates leucomelas se déplace sur le sol humide de la forêt, affectionnant les pierres, les troncs ou les racines des arbres.

## Description

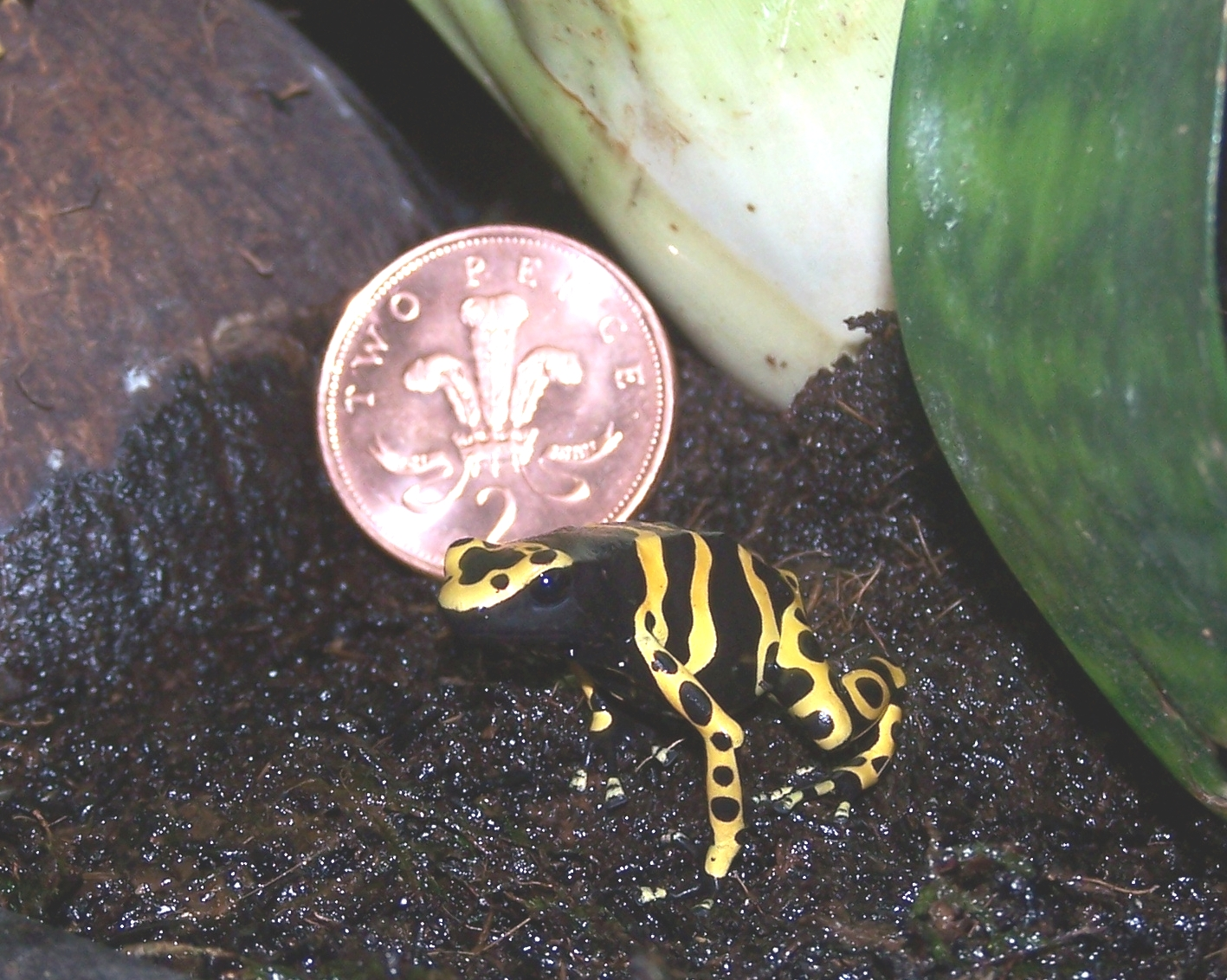
Dendrobates leucomelas adulte à côté d'une pièce de 2 pence.

Dendrobates leucomelas est l'une des plus grandes espèces du genre Dendrobates, les spécimens adultes ayant une longueur moyenne du museau au cloaque variant de 31 à 50 mm, la plupart des individus dépassant rarement 40 mm. Il y a peu de dimorphisme sexuel entre les mâles et les femelles, sauf une légère différence de taille, les femelles étant généralement un peu plus grandes et robustes. Cette grenouille pèse en moyenne 3 g.
Cette grenouille, dont la peau est lisse, a trois bandes transversales qui sont généralement de couleur jaune ou orangée sur fond noir. Parfois, ces bandes peuvent être vertes. Des taches noires de taille variable se trouvent sur les bandes. Cependant, certains spécimens peuvent avoir des bandes de couleur unie ; ils peuvent alors être confondus avec Oophaga lehmanni. La surface ventrale noire de cette grenouille peut parfois avoir une ou plusieurs taches jaunes. Par ailleurs, les membres de Dendrobates leucomelas, dont la face intérieure peut être vert pâle, sont de la même couleur que les bandes dorsales avec des taches noires.
La coloration de cette grenouille est dite aposématique car il s'agit d'une pigmentation de couleur vive alertant ses prédateurs potentiels de sa toxicité.

## Écologie et comportement

### Comportement général
Dendrobates leucomelas est une grenouille diurne. Elle est la seule Dendrobatidae à entrer en estivation lors de la saison des pluies. Bien que vivant principalement sur le sol, elle peut aussi grimper aux arbres et s'accrocher aux feuilles des plantes grâce aux ventouses adhésives qu'elle a à ses orteils et aux extrémités de ses doigts. En captivité, son espérance de vie peut aller jusqu'à 20,5 ans, bien que comprise généralement entre 10 et 15 ans. Dans la nature, ces grenouilles vivent probablement de 5 à 7 ans. Hors de la période de reproduction, cette grenouille vit en solitaire. Le mâle a un comportement territorial ; il se montre agressif lorsqu'il doit défendre son territoire (dont la taille est inconnue), pouvant être amené à effectuer un corps à corps, ventre contre ventre, et à émettre un bourdonnement sporadique.

### Reproduction

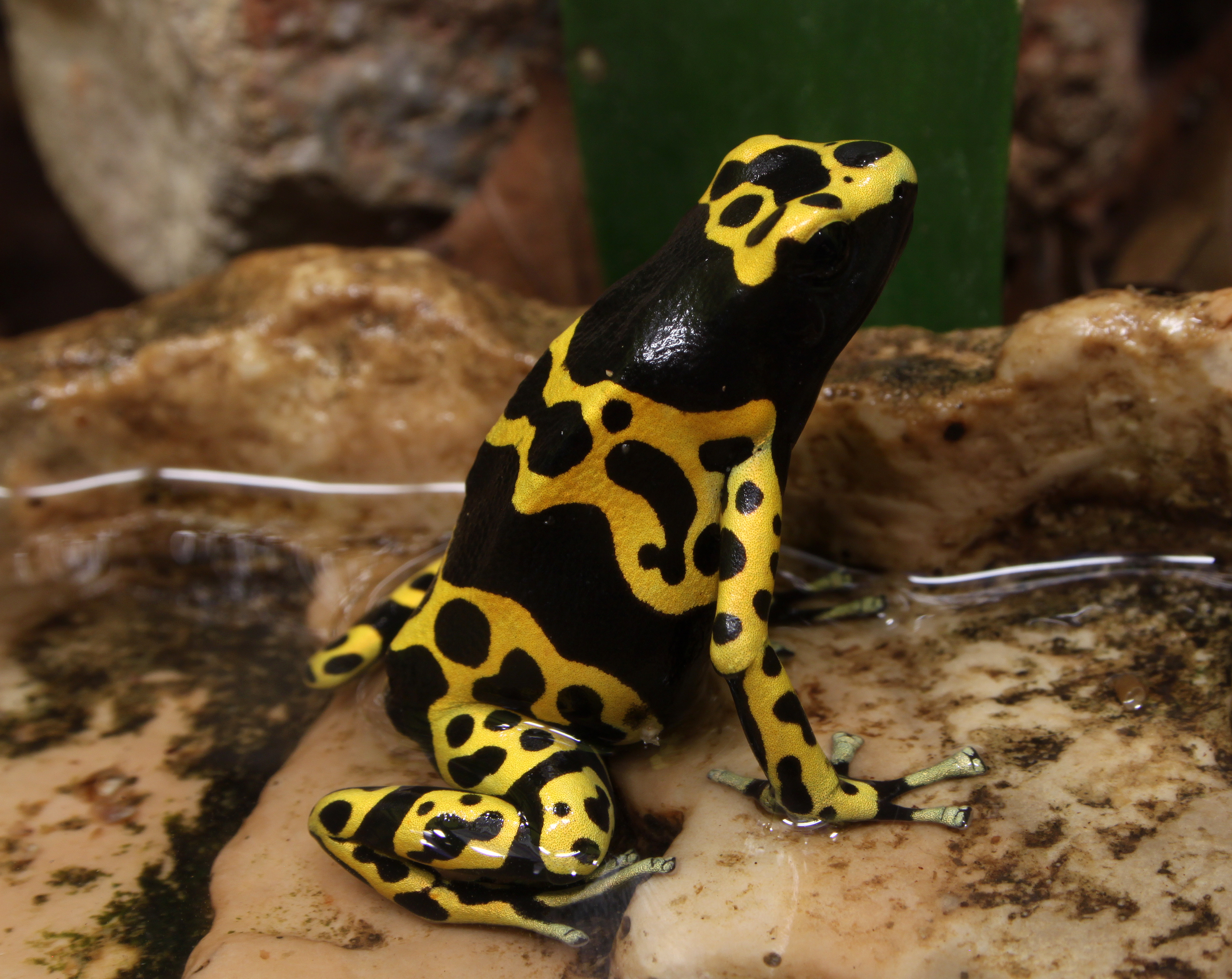
Dendrobates leucomelas

Lors de la parade nuptiale qui se déroule entre une heure à deux heures après le lever de soleil et avant le coucher du soleil, le mâle émet des gazouillis, des bourdonnements et des trilles tout en montrant son corps pour attirer la femelle. Cette dernière suit ensuite le mâle qu'elle a choisi, se frottant le dos et le museau contre lui. La femelle, qui peut pondre entre 100 et 1 000 œufs par an, en produit de 2 à 12 à chaque ponte. Les œufs, qui sont généralement déposés sur des feuilles, sont ensuite gardés dans un endroit abrité et humide par le mâle qui les retourne de temps à autre afin qu'ils puissent recevoir assez d'oxygène. L'éclosion des œufs se produit environ entre 10 et 14 jours après avoir été fertilisés. Les têtards sont alors portés sur le dos du mâle et déposés dans des petits coins d'eau où ils poursuivent leur développement. Des têtards peuvent ainsi être trouvés dans les plantes épiphytes telles que des broméliacées. Contrairement au genre Hyloxalus également rattaché à la famille des Dendrobatidae, les têtards de Dendrobates leucomelas ne se nourrissent pas d'œufs, acceptant cependant presque toute autre nourriture.
La métamorphose des têtards prend entre 70 et 90 jours. Les jeunes grenouilles ressemblent aux spécimens adultes, leurs bandes de couleur étant cependant plus mates. Elles atteignent leur taille adulte entre le douzième et dix-huitième mois de leur existence et arrivent à leur maturité sexuelle lorsqu'elles ont deux ans.

### Alimentation et prédateurs
Dendrobates leucomelas est insectivore, se nourrissant notamment de fourmis.
Les têtards de Dendrobates leucomelas ont pour prédateur principal les nymphes de demoiselles, leurs œufs étant également déposés dans des broméliacées.

## Étymologie et taxinomie

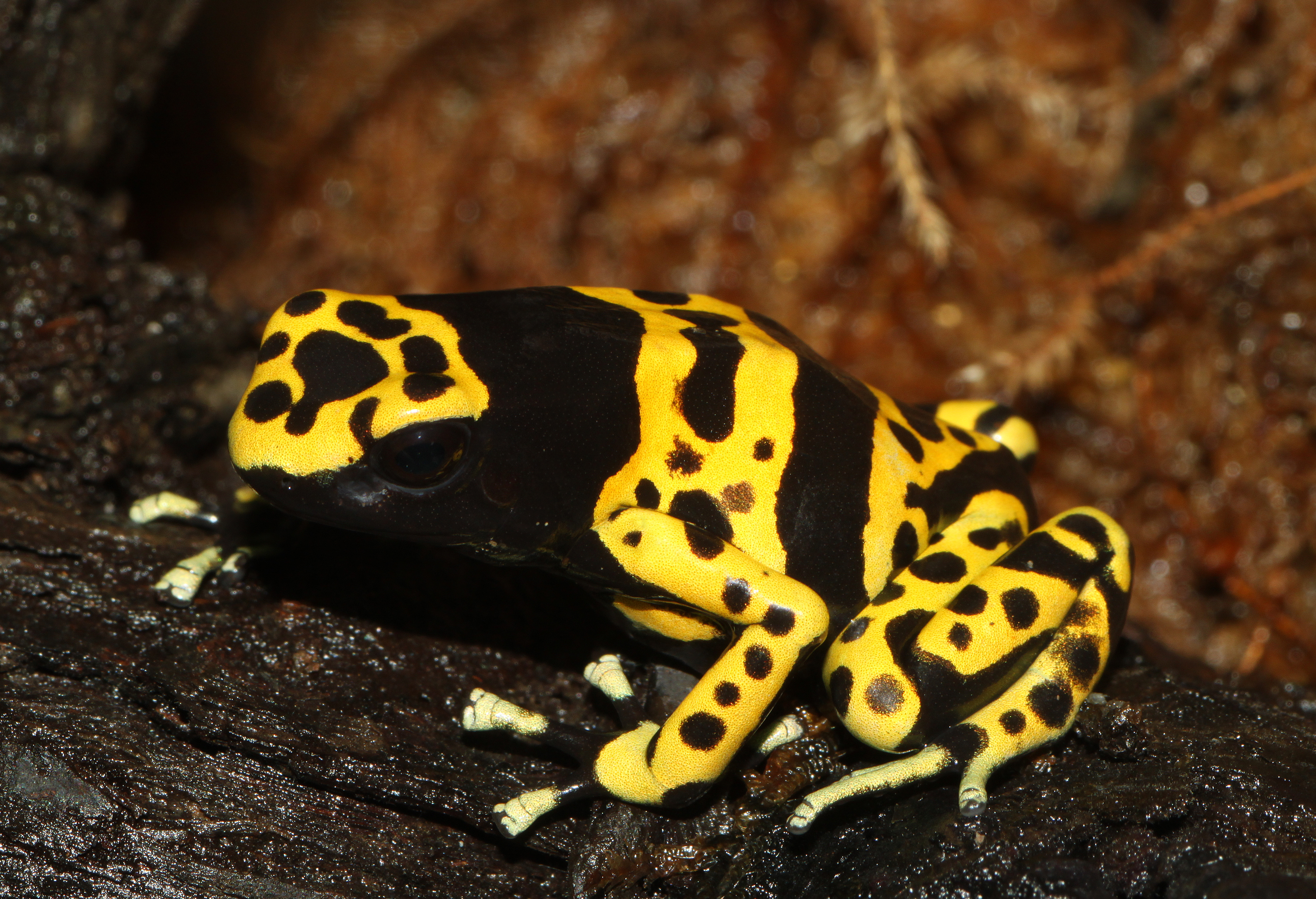
Dendrobates leucomelas

Dendrobates leucomelas est une espèce d'amphibiens de la famille des Dendrobatidae. L'origine du nom du genre Dendrobates dérive des termes grecs dendros qui signifie « arbre » et bates qui veut dire « grimpeur », faisant référence au comportement de certains amphibiens de la famille des Dendrobatidae aux mœurs très arboricoles. L'épithète leucomelas provient du grec, leuco et melan signifiant respectivement « blanc » et « noir ». Il se réfère au contraste dû aux bandes jaunes et noires présentes sur le corps de cette grenouille.
En 1975, Dendrobates leucomelas est rattachée par Philip Arthur Silverstone-Sopkin au groupe de Dendrobates histrionicus mais, aux vues de données éthologiques et moléculaires, elle s'avère être plus proche des espèces du groupe de Dendrobates tinctorius selon la classification phylogénétique.
En français, Dendrobates leucomelas est également appelée « Dendrobate jaune et noir ».

## Menaces et protection

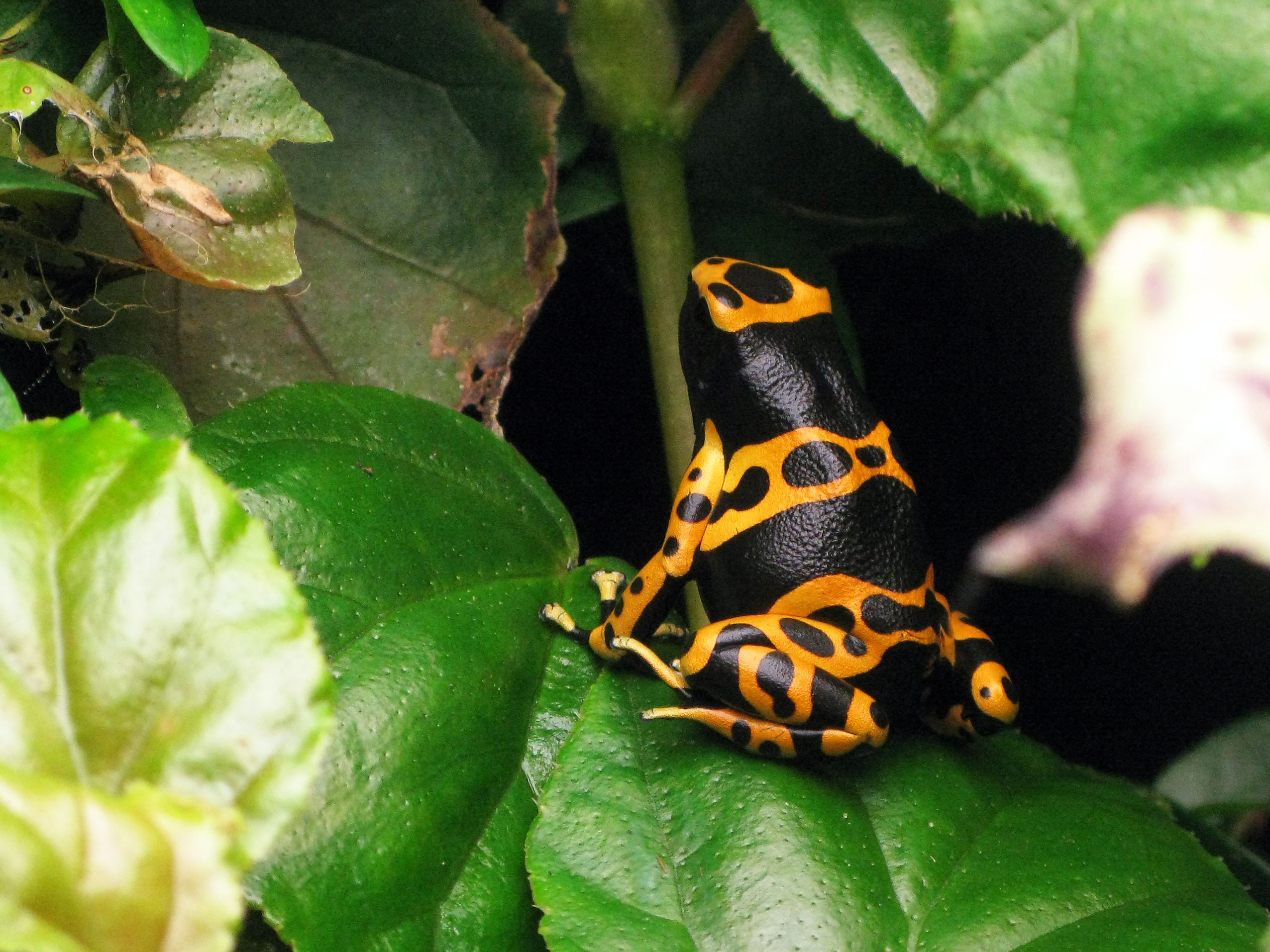
Femelle Dendrobates leucomelas aux bandes orangées.

L'Union internationale pour la conservation de la nature (UICN) considère qu'il s'agit d'une « espèce de préoccupation mineure » (LC). Toujours selon cette ONG, la zone d'occurrence de Dendrobates leucomelas est étendue et ses effectifs sont stables. Elle doit cependant faire face au déboisement et aux activités liées à l'exploitation du bois, au développement de l'agriculture intensive ainsi qu'au commerce international d'animaux,.
Dendrobates leucomelas figure dans l'annexe II de la CITES depuis le 22 octobre 1987 et dans l'annexe B du règlement 338/97 de la Communauté européenne depuis le 1er juin 1997. Fin août 2013, le quota d'exportation est de 500 spécimens vivants au Guyana. Par ailleurs, en Colombie, le décret no 39 du 9 juillet 1985 de l'INDERENA (Instituto nacional de recursos naturales, en français « Institut national des ressources naturelles ») interdit le prélèvement de Dendrobates dans la nature, que ce soit pour les élever ou pour tout autre but. Au Venezuela, des spécimens vivent dans des zones protégées au sud de l'Orénoque.

## Publication originale
- Steindachner, 1864 : Batrachologische Mittheilungen. Verhandlungen der Kaiserlich-Königlichen Zoologisch-Botanischen Gesellschaft in Wien, vol. 14, p. 239–288 (texte intégral).